# Cuento de abril

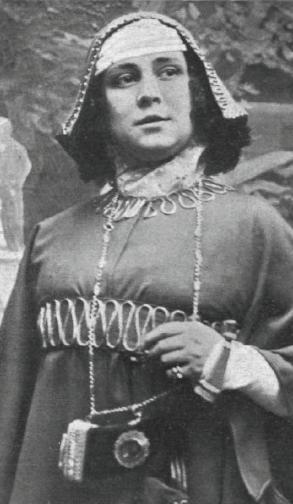
Matilde Moreno como Princesa de Imberal, en el estreno en 1910

Cuento de abril es una obra de teatro en verso, de Ramón María del Valle-Inclán, estrenada en 1910.

## Argumento
En tierras de Provenza, la Princesa de Imberal cae rendida a los encantos del Infante de Castilla relegando al olvido a su trovador Pedro Vidal. La relación con este solo se recobra cuando el noble castellano abandona el lugar.

## Estreno
Se estrenó el 19 de marzo de 1910 en el Teatro de la Comedia de Madrid. Fue representada por la Compañía de Matilde Moreno, con Juan Bonafé y con Josefina Blanco, esposa del autor, en el papel de trovador.